# کشتار اندیجان
کشتار اندیجان سرکوب گسترده در ۱۳ مه ۲۰۰۵ (۲۳ اردیبهشت ۱۳۸۴) در میدان اصلی شهر اندیجان واقع در شرق ازبکستان اتفاق افتاد که موجب کشته شدن صدها تن از معترضان شد.
برخوردهای خونین میان نیروی‌های نیروهای انتظامی و امنیتی از یک سو و معترضین از سوی دیگر درگرفت. دولت کشته شدن نزدیک به ۱۹۰ نفر را تأیید کرده‌است، اما آمار غیررسمی از نهادهای حقوق بشری کشته شدن بیشتر از ۵۰۰ تا ۱۵۰۰ نفر را تخمین می‌زنند.
رئیس‌جمهوری ازبکستان در آن زمان گفته بود که تظاهرکنندگان قصد شورش داشتند و تأکید کرد که «کسی دستور گشودن آتش را نداده‌است.»